# Josua Zweifel

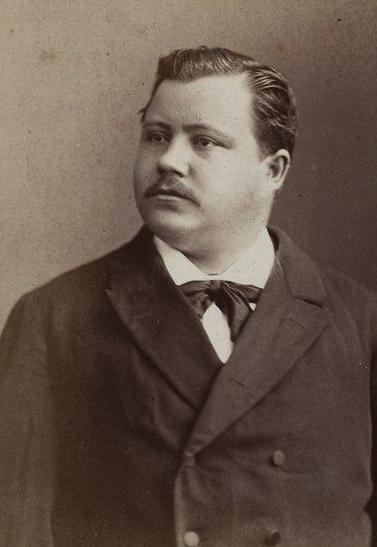
Josua Zweifel.

Josua Zweifel, född den 10 september 1854 i Glarus, död den 16 september 1893, var en schweizisk upptäcktsresande.
Zweifel fick efter handelstekniska studier plats i ett stort köpmanshus i Marseille och blev dess handelsagent i Sierra Leone. Han vistades flera år i Afrika, knöt vänskapsförbindelser med åtskilliga lokala hövdingar och lärde sig de inföddas språk. Jämte Marius Moustier anträdde han 11 juli 1879 från byn Rotombo vid Sierra Leones kust en expedition till det inre landet och lyckades därunder delvis utforska Nigers källor, men måste efter några månader återvända på grund av invånarnas fientliga hållning. Zweifel gick sedan i det engelska Royal Niger Companys tjänst och omkom vid en båtfärd på Niger. Jämte Moustier skildrade han sina resor i Expedition C. A. Verminck: Voyages aux sources du Niger (1880).